# 중앙동 (평택시)
중앙동(中央洞)은 경기도 평택시에 있는 동이다.

## 개요
중앙동은 도시와 농촌 재래시장이 병존하는 도·농 복합도시이다. 이충2지구 장당지구 택지개발이 진행 중인 쾌적한 집단주거지역
국도와 철도, 동서고속도로 IC 진입로가 있는 사통팔달의 교통요지이며, 문화·체육 및 사회복지 여가 활용시설이 입지한 곳이기도 하다. 아울러 정암 조광조, 추담 오달제의 충절을 모시는 《충의각》이 위치하고 있으며, 전통 민속놀이인 동령샘제·지신밟기를 계승 발전시키고 시민이 함께 참여하는 《동령줄다리기 축제》를 실시하고 있다.

## 법정동
- 장당동(獐堂洞)
- 서정동(西井洞)
- 이충동(二忠洞)

## 교육기관
초등학교
- 서정리초등학교
- 송일초등학교
- 이충초등학교
- 반지초등학교
- 장당초등학교

중학교
- 이충중학교
- 장당중학교
- 효명중학교
- 은혜중학교
- 태광중학교
- 라온중학교

고등학교
- 은혜고등학교
- 송탄고등학교
- 효명고등학교
- 이충고등학교
- 라온고등학교

대학교
- 국제대학교

도서관
- 장당도서관
- 경기도립평택도서관

## 아파트
| 단지명                           | 건설사                    | 시행사         | 주소 | 주소   | 입주       | 비고     |
| -------------------------------- | ------------------------- | -------------- | ---- | ------ | ---------- | -------- |
| 반지마을 1단지 주공              | 동산건설㈜ ㈜서광건설산업 | 대한주택공사   |      | 이충동 | 2006년 5월 | 국민임대 |
| 정암마을 2단지 뜨란채            | 학림건설㈜ 외1            | 대한주택공사   |      | 이충동 | 2006년 8월 |          |
| 반지마을 3단지 주공              |                           | 대한주택공사   |      | 이충동 | 2006년 8월 | 국민임대 |
| 추담마을 4단지 휴먼시아          | 대보건설㈜ 외1            | 대한주택공사   |      | 이충동 | 2007년 6월 |          |
| 장당 제일풍경채 센트럴           | 제일건설㈜                | ㈜창암종합건설 |      | 장당동 | 2018년 2월 |          |
| 지제역 반도체밸리 2BL 제일풍경채 | 제일건설㈜                | ㈜씨지주택     |      | 장당동 |            |          |
| 우미이노스빌 3차                 | ㈜우미개발                | ㈜우미개발     |      | 장당동 | 2006년 3월 |          |
| 우미이노스빌 5차                 | 우미건설                  | 우미건설       |      | 장당동 | 2006년 3월 |          |
| 이충부영 원앙3단지               |                           |                |      |        |            |          |

- 우미건설
  - 우미이노스빌 1,2차 (장당동) - 2005년 4월 입주
- ㈜부영
  - 이충부영 1단지 - 1996년 5월 입주
  - 이충부영 2단지 - 1996년 5월 입주 / 동광주택산업㈜
  - 이충원앙부영 3단지 - 1996년 5월 입주
- 이충 e-편한세상 - 2007년 6월 입주 / ㈜삼호

## 교통
- 서정리역